# Mount Ramenskiy
Mount Ramenskiy är ett berg i Antarktis. Det ligger i Östantarktis. Norge gör anspråk på området. Toppen på Mount Ramenskiy är 2 560 meter över havet, eller 161 meter över den omgivande terrängen. Bredden vid basen är 1,3 km.
Terrängen runt Mount Ramenskiy är varierad. Trakten är obefolkad. Det finns inga samhällen i närheten.